# 徒花Sukumo
（1977年—），日本插畫家，長野縣出身。

## 概要
2002年，第10回電撃插畫大賞以名義金賞受賞。
興趣是養魚，主要是淡水魚中的鯰魚。

## 插畫作品
- 圖書館戰爭系列（有川浩，MediaWorks／台灣角川／天闻角川，2006年／2008年／2013年）
- 我的鯨魚男友（日语：クジラの彼）（有川浩，角川書店／台灣角川，2007年／2011年）
- （木下半太，幻冬舍，2007年）
- 阪急電車（有川浩，幻冬舍／時報文化／99读书人，2008年／2011年／2014年）
- 今昔戀愛物語（日语：ラブコメ今昔）（有川浩，角川書店／台灣角川，2008年／2011年）
- （山本弘（日语：山本弘 (作家)），角川書店，2008年）
- 機械狂人（有川浩，新潮社／新雨出版社，2010年／2012年）
- （山田悠介，角川書店，2012年）

## 関連項目
- 有川浩 - 第10回電撃大賞的同期。本身是有川浩的書迷。